# Läuschen und Flöhchen

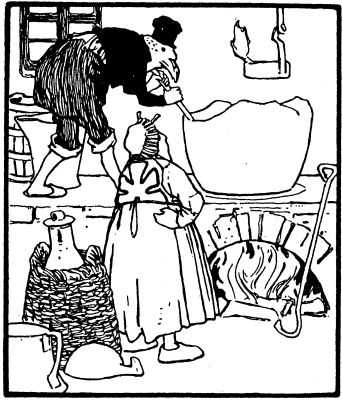
Illustration von Otto Ubbelohde, 1909

Läuschen und Flöhchen ist ein Märchen (ATU 2022). Es steht in den Kinder- und Hausmärchen der Brüder Grimm an Stelle 30.

## Inhalt
Läuschen und Flöhchen brauen Bier. Läuschen verbrennt sich, worauf Flöhchen schreit, das Türchen knarrt, das Besenchen kehrt, das Wägelchen rennt, das Misthäufchen brennt, das Bäumchen sich schüttelt, das Mädchen sein Wasserkrüglein zerbricht, das Brünnlein fließt und dadurch alles ertränkt.

## Aufbau
Die Geschichte ist so erzählt, dass jeder gegenüber dem Nächsten zur Begründung ein Gedicht wiederholt, an das er jeweils den neuen Vers anhängt. Zum Schluss heißt es:
„Läuschen hat sich verbrannt,
Flöhchen weint,
Türchen knarrt,
Besenchen kehrt,
Wägelchen rennt,
Mistchen brennt,
Bäumchen schüttelt sich.“

## Herkunft
Wilhelm Grimm hörte das Geschichtchen wohl 1808 von Dorothea Catharina Wild. Es steht in der handschriftlichen Urfassung der Sammlung von 1810 als Nr. 3, später als Nr. 30. Die Anmerkung von 1856 vergleicht es mit „Es schickt der Herr den Jokel aus, er soll den Hafer schneiden“, ferner Kuhn und Schwarz Nr. 16 und „Halliwell Nusery rhymes“. Es ist ein Kettenmärchen, wie sie mit Reihung austauschbarer Elemente den Kinderspielen und -reimen nahe stehen. Vgl. KHM 80 Von dem Tode des Hühnchens, KHM 72a Das Birnli will nit fallen.

## Parodie
In Janoschs Parodie verbrennt sich Läuschen beim Kochen die Pfote, und alle weinen, Flöhchen, Besen, Handwagen, Apfelbaum, Wurm, der Erzähler auch, „so ein Mist“, und es regnet unaufhörlich.